# Mouvement libertaire (organisation)
Le Mouvement libertaire (en espagnol : Movimiento libertario, en catalan : Moviment Llibertari) est une structure de coordination, fondée en juillet 1937 en Espagne, qui réunit la Confédération nationale du travail, la Fédération anarchiste ibérique et la Fédération ibérique des jeunesses libertaires.
Débordant le concept strict de mouvement anarchiste, le concept est déjà utilisé par Sébastien Faure dans La synthèse anarchiste en 1928 ou par Jean Grave dans son ouvrage Le mouvement libertaire sous la IIIe République, publié en 1930.
Par extension, le terme désigne dans le langage courant, l'ensemble des individus ou structures collectives qui sont proches des courants anarchistes ainsi que le démontre le Dictionnaire biographique du mouvement libertaire francophone publié en 2014.

## Historique

### En Espagne

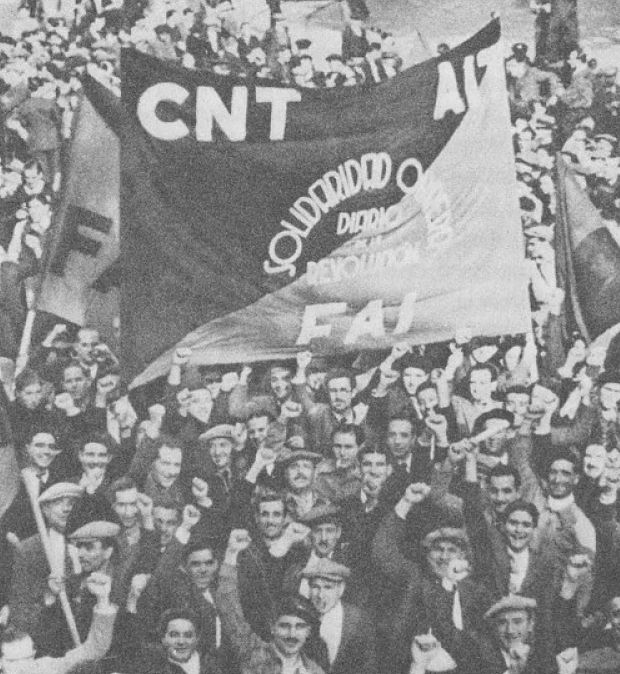
Une manifestation à Barcelone avec une bannière Solidaridad Obrera, le quotidien de la Révolution sociale espagnole de 1936.

En juillet 1937, à la suite des affrontements des journées de mai 1937 à Barcelone, la nécessité de changer en profondeur le schéma organisationnel de l'anarcho-syndicalisme pousse la Confédération nationale du travail, la Fédération anarchiste ibérique et la Fédération ibérique des jeunesses libertaires, à constituer le Mouvement Libertaire,.
Le terme devint d’usage courant seulement en 1937 et 1938.
En avril 1938, est créé un Comité exécutif du Mouvement libertaire (CEML) qui vise à renforcer la cohérence de l'action des trois composantes considérées comme un tout organique. Selon l'historien Miguel Amorós, ayant capitulé devant l'enjeu révolutionnaire, les principaux dirigeants du Mouvement libertaire se rallient à l'option stalinienne, dont le résultat final est l'enterrement de la révolution et la défaite militaire.
En octobre 1938, l'organisation féminine libertaire Mujeres Libres demande sa reconnaissance comme branche autonome du Mouvement libertaire. La proposition des femmes libres est rejetée, sous le prétexte qu' « une organisation spécifique de femmes injecterait un élément de désunion et d’inégalité au sein du mouvement libertaire et aurait des conséquences négatives pour la défense des intérêts de la classe ouvrière ». Les détracteurs de Mujeres Libres clament l'universalisme du mouvement libertaire ; concevoir une lutte des femmes revient à nier la substance vitale du mouvement. De plus, il induit une révolution en une seule et unique étape : la révolution libertaire sera totale et globalisante, l'émancipation des femmes et des hommes y est incluse.

### Mouvement libertaire en exil
Après la défaite et la retirada, le 25 février 1939 à Paris, est constitué le Conseil général du Mouvement libertaire espagnol (MLE) dont font partie notamment Federica Montseny, Juan Garcia Oliver, Juan Manuel Molina Mateo, Germinal de Sousa et Pedro Herrera Camareto.
Entre 1939 et 1975, le Mouvement libertaire espagnol organise des filières de passage clandestin utilisées par la guérilla antifranquiste. Sigfrido Catalán, Ramon Rufat, José Expósito Leiva font partie de ses dirigeants qui organisent la résistance intérieure, la propagande et les exfiltrations, ils sont régulièrement arrêtés ou exécutés.
Lors de son congrès ouvert le 1er mai 1945 à Paris et réunissant 329 délégués représentant 442 fédérations locales et 40 000 adhérents, le MLE réaffirme être « partisan du maintien de l’action directe » sur le terrain immédiat en Espagne franquiste.

### En France
Lors de la Seconde Guerre mondiale, dans la France occupée, c’est dans la clandestinité, lors d'une conférence organisée en juillet 1943, que se constitue le Mouvement Libertaire, fusion de deux organisations d'avant-guerre : l’Union anarchiste (UA) et la Fédération anarchiste de langue française (FAF).
Le 9 octobre 1945, se tiennent les assises du Mouvement libertaire, qui donnent naissance à la nouvelle Fédération anarchiste.
Maurice Joyeux précise : « Le Mouvement libertaire, fédérait trois tendances représentées par trois journaux : Ce qu'il faut dire, qui rassemblait Louis Louvet et ses amis ; Le Combat syndicaliste, organe de la minorité anarcho-syndicaliste de la CGT, animé par Pierre Besnard et Le Libertaire, organe de la Fédération anarchiste, créé par une autre motion du Congrès ».

## Évolutions contemporaines
À la fin du XIXe siècle, les termes anarchiste et libertaire sont utilisés comme des synonymes.
En France, à la suite des lois votées dans l'urgence les 11 et 15 décembre 1893 et le 28 juillet 1894, interdisant tout type de propagande, les anarchistes s'emparent du mot libertaire pour s'identifier et poursuivre leurs activités, notamment éditoriales.
Au XXe siècle, un mouvement libertaire spécifique émerge, qui déborde le cadre historique du mouvement anarchiste.
Dans les années 1960-1970, le mouvement libertaire marque une rupture générationnelle et idéologique avec les vieilles traditions anarchistes jugées dépassées, au profit de la mouvance contestataire. Aujourd'hui, un grand nombre de militants se réclament de l'héritage libertaire tout en refusant l'étiquette anarchiste.
Selon l'historien Gaetano Manfredonia, il existe « une histoire conflictuelle [au sein du mouvement] qui ne présente que peu de rapports avec les manifestations de prétendus « principes intangibles » de l’Anarchisme. En bien des points l’image traditionnelle que l’on se fait du mouvement libertaire, sa signification et sa portée, doit être profondément révisée ».
Selon le politologue Simon Luck, le mouvement libertaire actuel se caractérise par des modes d’organisation horizontaux, des modes de délibération basés sur la démocratie directe et des répertoires d’action directe. Par ailleurs, le mouvement libertaire invente une nouvelle articulation entre l’autonomie des individus et la préservation de leur identité au sein du collectif, une transformation globale de l’engagement dans le sens d’une émancipation toujours plus grande des acteurs vis-à-vis des identifications collectives, un dépassement des contraintes du militantisme classique.
Pour le sociologue Mimmo Pucciarelli, on assiste, depuis la fin des années 1960, à un renouveau du mouvement libertaire. Il souligne que les « libertaires de l'an 2000, tout en continuant à exprimer leur sensibilité libertaire et une forte solidarité pour le plus démunis, ne sont plus les porteurs du rêve du Grand Soir, ou de celui visant à créer un paradis sur terre. Pourtant, par leurs pratiques quotidiennes et la problématique qui est la leur (quelle liberté et quelle justice pour un monde meilleur ?), ils continuent à parcourir les chemins de l'utopie. »

## Un concept protéiforme
Débordant le concept strict de mouvement anarchiste, l'expression mouvement libertaire est utilisée dans des cadres extrêmement divers et parfois contradictoires, en voici quelques illustrations :
- « Ces dernières années surtout, en France tout particulièrement, l'existence de ces trois éléments anarchistes [l'anarcho-syndicalisme, le communisme-libertaire, l'individualisme-anarchiste], loin d'avoir fortifié le mouvement libertaire, [a] eu pour résultat de l'affaiblir. » - Sébastien Faure, La synthèse anarchiste, 1928, texte intégral.
- « Mais ce n'était pas sans peine que les anarchistes syndicalistes s'efforçaient d'entraîner l'ensemble du mouvement libertaire dans la voie nouvelle qu'ils avaient choisie. » - Daniel Guérin, L'Anarchisme : de la doctrine à l'action, Paris, Gallimard, 1965, [lire en ligne]..
- « Le besoin se fait sentir d'un mouvement libertaire fort, d'une offensive des organisateurs et des militants qui, par leur exemple et par un travail d'éducation, rendront les ouvriers réceptifs aux idées libertaires. » - Sam Dolgoff, Le néo-archisme américain. Nouvelle gauche et gauche traditionnelle, Le Mouvement Social, n°83, avril-mai 1973, page 12.
- « Le mouvement féministe se présente, dans l'idéologie comme dans la pratique, comme un mouvement libertaire et anti-institutionnel. » - Tamar Pitch, Violence sexuelle, mouvement féministe et criminologie critique, Déviance et société, 1985, page 260.
- « La réduction du gauchisme au seul mouvement libertaire est donc un préalable aussi discutable qu'inutile : c'est à tenir compte, en effet, du contexte de la décolonisation que l'on peut avancer l'hypothèse selon laquelle le gauchisme, même dans sa composante léniniste, contribue ainsi à rendre « audible » une critique du totalitarisme. » - Évelyne Pisier, revue Pouvoirs, n°39, 1986, page 19.
- « Je suis de ceux pour qui la critique du totalitarisme et le grand mouvement libertaire des années soixante et soixante-dix n'auraient pas eu le même sens s'il n'avait été possible de les rapporter au système philosophique de C. Castoriadis. » - Jean-Pierre Dupuy, Individualisme et auto-transcendance, Revue européenne des sciences sociales, Librairie Droz, 1989, page 245.
- « Anatole France, qui tint souvent des propos antimilitaristes, se rapprocha du mouvement libertaire à plusieurs reprises. » - Thierry Maricourt, Histoire de la littérature libertaire en France, Albin Michel, 1990, page 175.
- « Des pratiques caractéristiques du mouvement libertaire dans la volonté éducationniste pour une émancipation vis-à-vis des anciennes structures sociales et mentales. » - Christiane Passevant, Claire Auzias, Mémoires libertaires : Lyon 1919-1939, L'Homme et la société, n°1, 1994, page 196.
- « Dans la culture américaine qui l'a vu naître, [l'hypertexte] a accompagné le mouvement libertaire et servi d'étendard à une contestation de l'ordre littéraire établi. » - Jean Clément, Hypertexte et fiction : la question du lien, Actes du colloque Les défis de la publication sur le Web, 2002-2003, texte intégral.
- « Mais en parant l'anarchisme d'une aura contestataire et transgressive, ce discours a gagné au mouvement libertaire de nombreuses recrues parmi les avant-gardes artistiques, ainsi que parmi une jeunesse avide de frissons révolutionnaires. » - Sylvie Aprile, Fabrice Bensimon (s/d), La France et l'Angleterre au XIXe siècle : échanges, représentations, comparaisons, Éditions Créaphis, 2006, page 199.
- « La participation de Camus au mouvement libertaire, fût-elle marginale, sera plus directe et moins littéraire que celle d'André Breton. » - Michel Ragon, Dictionnaire de l'Anarchie, Albin Michel, 2008, lire en ligne.
- « Au milieu des années trente, Prudhommeaux se rapproche du mouvement anarchiste, soutient la Révolution espagnole, et participe à la reconstruction du mouvement libertaire en France après 1945. » - Philippe Pelletier, L'anarchisme, Le Cavalier Bleu éditions, 2010, page 38.
- « L'influence culturelle du mouvement libertaire est notoire et les Athénées libertaires deviennent des lieux phares de la culture populaire dans certains quartiers. » - Sophie Baby, Le mythe de la transition pacifique. Violence et politique en Espagne (1975-1982), Bibliothèque de la Casa de Velázquez, 2013, page 112.

## Commentaire
Depuis un siècle et demi, de ses prémices en 1840 aux années 2000, le mouvement libertaire nourrit l’imaginaire collectif et tient un rôle à part au sein du mouvement social. Ses différents courants témoignent de sa diversité et l’on a vu s'en réclamer aussi bien des « propagandistes par le fait » que des théoriciens, des artistes ou des ouvriers, autant de militants d’origines diverses et aux parcours singuliers.